# Café Germinal
El Café Germinal de la ciudad de Buenos Aires, al cual a veces se alude como Café El Germinal, estuvo ubicado en la Avenida Corrientes 942 y brindaba a los parroquianos espectáculos con artistas de tango. 

## Historia
Estaba ubicado al lado del café Paulista, más conocido como Los Inmortales, y se ignora si el nombre fue puesto por algún dueño de origen francés, ya fuera por la novela homónima de Emilio Zola o por el mes de ese nombre del calendario civil decretado por la Revolución Francesa. Por su palco en distintas épocas pasaron Juan Maglio Pacho, Anselmo Aieta y Ernesto de la Cruz -los cuales también actuaban en el Café El Nacional-, Elvino Vardaro, Osvaldo Pugliese y Aníbal Troilo.
En el café Germinal Troilo debutó con Juan Maglio Pacho, que retornaba después de algunos años sin actuar; en la orquesta estaban entre otros, además de Troilo, Héctor Lagna Fietta; el cantor Antonio Maida y el violinista Roberto Guisado y contaba Trolio que fue tanta gente que ocuparon la calle y la acera de enfrente por lo que no podían pasar los tranvías.
En 1928 trabajó en el local Juan Polito.
Alfredo de Angelis trabajó allí con la orquesta de Anselmo Aieta, en 1936 lo hizo compartiendo con Daniel Héctor Álvarez la dirección del conjunto, hasta 1937 y en 1939 volvió a trabajar en el local con el conjunto “Los Mendocinos”, dirigido por Francisco Lauro.

## Tangos vinculados al Germinal
Aníbal Troilo compuso la milonga Como perro en cancha e'bochas que lleva letra de Francisco García Jiménez donde evoca al café Germinal; por otra parte, Juan Larenza y Marsilio Robles son autores de otro tango, Viejo Café Germinal.